# Collegi elettorali del Regno di Sardegna del 1859
I collegi elettorali del Regno di Sardegna del 1859 erano contemplati dalla tabella allegata al regio decreto 20 novembre 1859, n. 3778; da un lato, essa ridisegnò alcuni dei collegi preesistenti, fissati nel 1848 e nel 1856; dall'altro, istituì nuovi collegi per le province lombarde, acquisite dal Regno Lombardo-Veneto.
Furono contemplati in tutto 260 collegi uninominali per 17 province; insieme ai collegi elettorali del 1860, furono operativi per le elezioni politiche del 1860 (VII legislatura).
Le nuove province lombarde ottennero 93 seggi, e di conseguenza i vecchi 204 collegi delle province sabaude storiche vennero ridisegnati su soli 167 seggi: in particolare i 24 collegi sardi del 1856 divennero 19, e i 180 collegi di terraferma del 1848 si ridussero a 148 seggi.
Per effetto del Trattato di Torino, siglato nel 1860, le province di Annecy e di Chambéry, nonché una parte della provincia di Nizza, furono cedute alla Francia, con la conseguenza che i collegi già ricompresi in tale porzioni territoriali vennero meno.

## Elenco
| Numero | Provincia   | Circondario                | Collegio                   |
| ------ | ----------- | -------------------------- | -------------------------- |
| 1      | Alessandria | Alessandria                | Alessandria I              |
| 2      | Alessandria | Alessandria                | Alessandria II             |
| 3      | Alessandria | Alessandria                | Valenza                    |
| 4      | Alessandria | Alessandria                | Felizzano                  |
| 5      | Alessandria | Alessandria                | Bosco                      |
| 6      | Alessandria | Acqui                      | Acqui                      |
| 7      | Alessandria | Acqui                      | Nizza Monferrato           |
| 8      | Alessandria | Acqui                      | Spigno                     |
| 9      | Alessandria | Asti                       | Asti                       |
| 10     | Alessandria | Asti                       | San Damiano                |
| 11     | Alessandria | Asti                       | Mombercelli                |
| 12     | Alessandria | Asti                       | Montechiaro d'Asti         |
| 13     | Alessandria | Asti                       | Villanova d'Asti           |
| 14     | Alessandria | Casale                     | Casale                     |
| 15     | Alessandria | Casale                     | Occimiano                  |
| 16     | Alessandria | Casale                     | Moncalvo                   |
| 17     | Alessandria | Casale                     | Mombello                   |
| 18     | Alessandria | Novi                       | Novi                       |
| 19     | Alessandria | Novi                       | Gavi                       |
| 20     | Alessandria | Tortona                    | Tortona                    |
| 21     | Alessandria | Tortona                    | Castelnuovo Scrivia        |
| 22     | Annecy      | Annecy                     | Annecy                     |
| 23     | Annecy      | Annecy                     | Rumilly                    |
| 24     | Annecy      | Annecy                     | Saint-Julien               |
| 25     | Annecy      | Faucigny                   | Bonneville                 |
| 26     | Annecy      | Faucigny                   | Saint-Jeoire               |
| 27     | Annecy      | Faucigny                   | Cluses                     |
| 28     | Annecy      | Chiablese                  | Thonon                     |
| 29     | Annecy      | Chiablese                  | Evian                      |
| 30     | Bergamo     | Bergamo                    | Bergamo I                  |
| 31     | Bergamo     | Bergamo                    | Bergamo II                 |
| 32     | Bergamo     | Bergamo                    | Zogno                      |
| 33     | Bergamo     | Bergamo                    | Trescore Balneario         |
| 34     | Bergamo     | Bergamo                    | Almenno                    |
| 35     | Bergamo     | Bergamo                    | Ponte San Pietro           |
| 36     | Bergamo     | Bergamo                    | Sarnico                    |
| 37     | Bergamo     | Treviglio                  | Treviglio                  |
| 38     | Bergamo     | Treviglio                  | Romano                     |
| 39     | Bergamo     | Treviglio                  | Verdello                   |
| 40     | Bergamo     | Clusone                    | Clusone                    |
| 41     | Bergamo     | Clusone                    | Lovere                     |
| 42     | Brescia     | Brescia                    | Brescia I                  |
| 43     | Brescia     | Brescia                    | Brescia II                 |
| 44     | Brescia     | Brescia                    | Bagnolo                    |
| 45     | Brescia     | Brescia                    | Lonato                     |
| 46     | Brescia     | Brescia                    | Gardone                    |
| 47     | Brescia     | Chiari                     | Chiari                     |
| 48     | Brescia     | Chiari                     | Adro                       |
| 49     | Brescia     | Breno                      | Breno                      |
| 50     | Brescia     | Breno                      | Edolo                      |
| 51     | Brescia     | Salò                       | Salò                       |
| 52     | Brescia     | Salò                       | Preseglie                  |
| 53     | Brescia     | Castiglione delle Stiviere | Castiglione delle Stiviere |
| 54     | Brescia     | Castiglione delle Stiviere | Montechiaro di Brescia     |
| 55     | Brescia     | Castiglione delle Stiviere | Asola                      |
| 56     | Brescia     | Verolanuova                | Verolanuova                |
| 57     | Brescia     | Verolanuova                | Leno                       |
| 58     | Cagliari    | Cagliari                   | Cagliari                   |
| 59     | Cagliari    | Cagliari                   | Quarto                     |
| 60     | Cagliari    | Cagliari                   | Decimomannu                |
| 61     | Cagliari    | Cagliari                   | Senorbi                    |
| 62     | Cagliari    | Cagliari                   | Sanluri                    |
| 63     | Cagliari    | Iglesias                   | Iglesias                   |
| 64     | Cagliari    | Iglesias                   | Santadi                    |
| 65     | Cagliari    | Lanusei                    | Lanusei                    |
| 66     | Cagliari    | Lanusei                    | Isili                      |
| 67     | Cagliari    | Oristano                   | Oristano                   |
| 68     | Cagliari    | Oristano                   | Cuglieri                   |
| 69     | Cagliari    | Oristano                   | Ales                       |
| 70     | Chambéry    | Chambéry                   | Chambéry                   |
| 71     | Chambéry    | Chambéry                   | Yenne                      |
| 72     | Chambéry    | Chambéry                   | Aix les Bains              |
| 73     | Chambéry    | Chambéry                   | Saint-Pierre d'Albigny     |
| 74     | Chambéry    | Chambéry                   | Pont Beauvoisin            |
| 75     | Chambéry    | Alta Savoia                | Albertville                |
| 76     | Chambéry    | Alta Savoia                | Ugine                      |
| 77     | Chambéry    | Moriana                    | Saint-Jean de Maurienne    |
| 78     | Chambéry    | Moriana                    | Aiguebelle                 |
| 79     | Chambéry    | Tarantasia                 | Moûtiers                   |
| 80     | Como        | Como                       | Como I                     |
| 81     | Como        | Como                       | Como II                    |
| 82     | Como        | Como                       | Como III                   |
| 83     | Como        | Como                       | Menaggio                   |
| 84     | Como        | Como                       | Gravedona                  |
| 85     | Como        | Como                       | Cantù                      |
| 86     | Como        | Como                       | Appiano                    |
| 87     | Como        | Varese                     | Varese                     |
| 88     | Como        | Varese                     | Luino                      |
| 89     | Como        | Varese                     | Angera                     |
| 90     | Como        | Varese                     | Tradate                    |
| 91     | Como        | Lecco                      | Lecco                      |
| 92     | Como        | Lecco                      | Missaglia                  |
| 93     | Como        | Lecco                      | Brivio                     |
| 94     | Como        | Lecco                      | Oggionno                   |
| 95     | Cremona     | Cremona                    | Cremona I                  |
| 96     | Cremona     | Cremona                    | Cremona II                 |
| 97     | Cremona     | Cremona                    | Pizzighettone              |
| 98     | Cremona     | Cremona                    | Soresina                   |
| 99     | Cremona     | Cremona                    | Robecco                    |
| 100    | Cremona     | Crema                      | Crema I                    |
| 101    | Cremona     | Crema                      | Crema II                   |
| 102    | Cremona     | Crema                      | Soncino                    |
| 103    | Cremona     | Casalmaggiore              | Casalmaggiore              |
| 104    | Cremona     | Casalmaggiore              | Viadana                    |
| 105    | Cremona     | Casalmaggiore              | Bozzolo                    |
| 106    | Cuneo       | Cuneo                      | Cuneo                      |
| 107    | Cuneo       | Cuneo                      | Boves                      |
| 108    | Cuneo       | Cuneo                      | Borgo San Dalmazzo         |
| 109    | Cuneo       | Cuneo                      | Fossano                    |
| 110    | Cuneo       | Cuneo                      | Caraglio                   |
| 111    | Cuneo       | Cuneo                      | Dronero                    |
| 112    | Cuneo       | Alba                       | Alba                       |
| 113    | Cuneo       | Alba                       | Bra                        |
| 114    | Cuneo       | Alba                       | Canale                     |
| 115    | Cuneo       | Alba                       | Cortemiglia                |
| 116    | Cuneo       | Mondovì                    | Mondovì                    |
| 117    | Cuneo       | Mondovì                    | Ceva                       |
| 118    | Cuneo       | Mondovì                    | Garessio                   |
| 119    | Cuneo       | Mondovì                    | Dogliani                   |
| 120    | Cuneo       | Mondovì                    | Cherasco                   |
| 121    | Cuneo       | Saluzzo                    | Saluzzo                    |
| 122    | Cuneo       | Saluzzo                    | Verzuolo                   |
| 123    | Cuneo       | Saluzzo                    | Savigliano                 |
| 124    | Cuneo       | Saluzzo                    | Racconigi                  |
| 125    | Cuneo       | Saluzzo                    | Barge                      |
| 126    | Genova      | Genova                     | Genova I                   |
| 127    | Genova      | Genova                     | Genova II                  |
| 128    | Genova      | Genova                     | Genova III                 |
| 129    | Genova      | Genova                     | Genova IV                  |
| 130    | Genova      | Genova                     | Genova V                   |
| 131    | Genova      | Genova                     | Genova VI                  |
| 132    | Genova      | Genova                     | Sestri Ponente             |
| 133    | Genova      | Genova                     | Voltri                     |
| 134    | Genova      | Genova                     | Pontedecimo                |
| 135    | Genova      | Genova                     | Torriglia                  |
| 136    | Genova      | Genova                     | Recco                      |
| 137    | Genova      | Albenga                    | Albenga                    |
| 138    | Genova      | Albenga                    | Finalborgo                 |
| 139    | Genova      | Chiavari                   | Chiavari                   |
| 140    | Genova      | Chiavari                   | Rapallo                    |
| 141    | Genova      | Chiavari                   | Sestri Levante             |
| 142    | Genova      | Chiavari                   | Cicagna                    |
| 143    | Genova      | Levante                    | Spezia                     |
| 144    | Genova      | Levante                    | Sarzana                    |
| 145    | Genova      | Savona                     | Savona                     |
| 146    | Genova      | Savona                     | Varazze                    |
| 147    | Genova      | Savona                     | Cairo                      |
| 148    | Milano      | Milano                     | Milano I                   |
| 149    | Milano      | Milano                     | Milano II                  |
| 150    | Milano      | Milano                     | Milano III                 |
| 151    | Milano      | Milano                     | Milano IV                  |
| 152    | Milano      | Milano                     | Milano V                   |
| 153    | Milano      | Milano                     | Milano VI                  |
| 154    | Milano      | Milano                     | Corpi Santi di Milano I    |
| 155    | Milano      | Milano                     | Corpi Santi di Milano II   |
| 156    | Milano      | Milano                     | Gorgonzola                 |
| 157    | Milano      | Milano                     | Cassano d'Adda             |
| 158    | Milano      | Milano                     | Melegnano                  |
| 159    | Milano      | Milano                     | Bollate                    |
| 160    | Milano      | Lodi                       | Lodi I                     |
| 161    | Milano      | Lodi                       | Lodi II                    |
| 162    | Milano      | Lodi                       | Sant'Angelo                |
| 163    | Milano      | Lodi                       | Borghetto                  |
| 164    | Milano      | Lodi                       | Casalpusterlengo           |
| 165    | Milano      | Lodi                       | Codogno                    |
| 166    | Milano      | Monza                      | Monza I                    |
| 167    | Milano      | Monza                      | Monza II                   |
| 168    | Milano      | Monza                      | Vimercate                  |
| 169    | Milano      | Monza                      | Carate                     |
| 170    | Milano      | Monza                      | Barlassina                 |
| 171    | Milano      | Gallarate                  | Gallarate                  |
| 172    | Milano      | Gallarate                  | Busto Arsizio              |
| 173    | Milano      | Gallarate                  | Saronno                    |
| 174    | Milano      | Gallarate                  | Rho                        |
| 175    | Milano      | Abbiategrasso              | Abbiategrasso              |
| 176    | Milano      | Abbiategrasso              | Binasco                    |
| 177    | Milano      | Abbiategrasso              | Cuggiono                   |
| 178    | Nizza       | Nizza                      | Nizza Marittima I          |
| 179    | Nizza       | Nizza                      | Nizza Marittima II         |
| 180    | Nizza       | Nizza                      | Utelle                     |
| 181    | Nizza       | Nizza                      | Sospello                   |
| 182    | Nizza       | Oneglia                    | Oneglia                    |
| 183    | Nizza       | Oneglia                    | Porto Maurizio             |
| 184    | Nizza       | Sanremo                    | Sanremo                    |
| 185    | Nizza       | Sanremo                    | Ventimiglia                |
| 186    | Novara      | Novara                     | Novara                     |
| 187    | Novara      | Novara                     | Oleggio                    |
| 188    | Novara      | Novara                     | Trecate                    |
| 189    | Novara      | Novara                     | Romagnano                  |
| 190    | Novara      | Novara                     | Borgomanero                |
| 191    | Novara      | Novara                     | Arona                      |
| 192    | Novara      | Biella                     | Biella                     |
| 193    | Novara      | Biella                     | Cossato                    |
| 194    | Novara      | Biella                     | Bioglio                    |
| 195    | Novara      | Biella                     | Mongrando                  |
| 196    | Novara      | Ossola                     | Domodossola                |
| 197    | Novara      | Pallanza                   | Pallanza                   |
| 198    | Novara      | Pallanza                   | Intra                      |
| 199    | Novara      | Valsesia                   | Varallo                    |
| 200    | Novara      | Vercelli                   | Vercelli                   |
| 201    | Novara      | Vercelli                   | Santhià                    |
| 202    | Novara      | Vercelli                   | Cigliano                   |
| 203    | Novara      | Vercelli                   | Crescentino                |
| 204    | Novara      | Vercelli                   | Trino                      |
| 205    | Pavia       | Pavia                      | Pavia I                    |
| 206    | Pavia       | Pavia                      | Pavia II                   |
| 207    | Pavia       | Pavia                      | Belgioioso                 |
| 208    | Pavia       | Pavia                      | Corteolona                 |
| 209    | Pavia       | Pavia                      | Sannazzaro                 |
| 210    | Pavia       | Bobbio                     | Bobbio                     |
| 211    | Pavia       | Lomellina                  | Mortara                    |
| 212    | Pavia       | Lomellina                  | Vigevano                   |
| 213    | Pavia       | Lomellina                  | Garlasco                   |
| 214    | Pavia       | Lomellina                  | Mede                       |
| 215    | Pavia       | Voghera                    | Voghera                    |
| 216    | Pavia       | Voghera                    | Casteggio                  |
| 217    | Pavia       | Voghera                    | Broni                      |
| 218    | Pavia       | Voghera                    | Stradella                  |
| 219    | Sassari     | Sassari                    | Sassari                    |
| 220    | Sassari     | Sassari                    | Osilo                      |
| 221    | Sassari     | Alghero                    | Alghero                    |
| 222    | Sassari     | Nuoro                      | Nuoro                      |
| 223    | Sassari     | Nuoro                      | Bitti                      |
| 224    | Sassari     | Ozieri                     | Ozieri                     |
| 225    | Sassari     | Tempio                     | Tempio                     |
| 226    | Sondrio     | Sondrio                    | Sondrio                    |
| 227    | Sondrio     | Sondrio                    | Morbegno                   |
| 228    | Sondrio     | Sondrio                    | Chiavenna                  |
| 229    | Sondrio     | Sondrio                    | Tirano                     |
| 230    | Torino      | Torino                     | Torino I                   |
| 231    | Torino      | Torino                     | Torino II                  |
| 232    | Torino      | Torino                     | Torino III                 |
| 233    | Torino      | Torino                     | Torino IV                  |
| 234    | Torino      | Torino                     | Torino V                   |
| 235    | Torino      | Torino                     | Torino VI                  |
| 236    | Torino      | Torino                     | Carmagnola                 |
| 237    | Torino      | Torino                     | Moncalieri                 |
| 238    | Torino      | Torino                     | Chieri                     |
| 239    | Torino      | Torino                     | Gassino                    |
| 240    | Torino      | Torino                     | Cirié                      |
| 241    | Torino      | Torino                     | Chivasso                   |
| 242    | Torino      | Torino                     | Lanzo                      |
| 243    | Torino      | Torino                     | Rivarolo                   |
| 244    | Torino      | Torino                     | Rivoli                     |
| 245    | Torino      | Aosta                      | Aosta                      |
| 246    | Torino      | Aosta                      | Quart                      |
| 247    | Torino      | Aosta                      | Verrès                     |
| 248    | Torino      | Ivrea                      | Ivrea                      |
| 249    | Torino      | Ivrea                      | Strambino                  |
| 250    | Torino      | Ivrea                      | Castellamonte              |
| 251    | Torino      | Ivrea                      | Cuorgnè                    |
| 252    | Torino      | Ivrea                      | Caluso                     |
| 253    | Torino      | Pinerolo                   | Pinerolo                   |
| 254    | Torino      | Pinerolo                   | Perosa                     |
| 255    | Torino      | Pinerolo                   | Bricherasio                |
| 256    | Torino      | Pinerolo                   | Cavour                     |
| 257    | Torino      | Pinerolo                   | Pancalieri                 |
| 258    | Torino      | Susa                       | Susa                       |
| 259    | Torino      | Susa                       | Avigliana                  |
| 260    | Torino      | Susa                       | Condove                    |